# Miki Howard
Alicia Michelle Howard, más conocida como Miki Howard (Chicago, Illinois; 30 de septiembre de 1960) es una cantante y actriz estadounidense. Hija de Josephine y Clay Graham, se lanzó como solista en 1985, cuando firmó un contrato con el sello Atlantic Records.

## Infancia y adolescencia
Miki Howard nació el 30 de septiembre de 1960 en Chicago, Estados Unidos. Es hija de Clay Graham, quien formó parte del grupo de gospel The Caravans, y de Josephine Howard. Luego de estar durante los primeros años de vida en Chicago, Howard y su familia se mudaron a Los Ángeles, donde, a los 15 años de edad, Miki se presentó en un concurso de belleza. Allí, Augie Johnson, líder del grupo Side Effect, se impresionó con el talento vocal de Miki. Años después, en 1985, Miki decidió lanzarse como solista, firmando un contrato con el sello discográfico Atlantic Records.

## Discografía

### Álbumes
| 1986                                      | Come Share My Love | 171 | 19 | Atlantic     |
| 1987                                      | Love Confessions   | 145 | 13 | Atlantic     |
| 1989                                      | Miki Howard        | 112 | 4  | Atlantic     |
| 1992                                      | Femme Fatale       | 110 | 7  | Giant        |
| 1993                                      | Miki Sings Billie  | —   | 72 | Giant        |
| 1997                                      | Can't Count Me Out | —   | —  | HUSH         |
| 2001                                      | Three Wishes       | —   | 60 | Peak Records |
| 2006                                      | Pillow Talk        | —   | 60 | Shanachie    |
| 2008                                      | Private Collection | —   | —  | Branicka     |
| "—" No fue lanzado o no entró en la lista |                    |     |    |              |

### Álbumes recopilatorios y en vivo
| 1996                                      | Live Plus                    | — | — | Warlock |
| 2001                                      | The Very Best of Miki Howard | — | — | Rhino   |
| "—" No fue lanzado o no entró en la lista |                              |   |   |         |

### Sencillos
| Año                                       | Sencillo                                               | Posiciones obtenidas | Posiciones obtenidas | Posiciones obtenidas | Álbum              |
| Año                                       | Sencillo                                               | US                   | US R&B               | UK                   | Álbum              |
| ----------------------------------------- | ------------------------------------------------------ | -------------------- | -------------------- | -------------------- | ------------------ |
| 1986                                      | "Come Share My Love"                                   | —                    | 5                    | —                    | Come Share My Love |
| 1987                                      | "Imagination"                                          | —                    | 13                   | —                    | Come Share My Love |
| 1987                                      | "Come Back to Me Lover"                                | —                    | 33                   | —                    | Come Share My Love |
| 1987                                      | "Baby, Be Mine"                                        | —                    | 5                    | —                    | Love Confessions   |
| 1988                                      | "That's What Love Is" (Duet with Gerald Levert)        | —                    | 4                    | —                    | Love Confessions   |
| 1988                                      | "Crazy"                                                | —                    | 38                   | —                    | Love Confessions   |
| 1989                                      | "Ain't Nuthin' in the World"                           | —                    | 1                    | —                    | Miki Howard        |
| 1989                                      | "Love Under New Management"                            | 89                   | 2                    | —                    | Miki Howard        |
| 1990                                      | "Until You Come Back to Me (That's What I'm Gonna Do)" | —                    | 3                    | 67                   | Miki Howard        |
| 1990                                      | "Come Home to Me"                                      | —                    | 53                   | —                    | Miki Howard        |
| 1992                                      | "Ain't Nobody Like You"                                | 84                   | 1                    | —                    | Femme Fatale       |
| 1992                                      | "Release Me"                                           | —                    | 43                   | —                    | Femme Fatale       |
| "—" No fue lanzado o no entró en la lista |                                                        |                      |                      |                      |                    |